# George Bronson Howard
George Fitzallan Bronson Howard (Relay, 7 gennaio 1884 – Los Angeles, 20 novembre 1922) è stato un commediografo, regista e giornalista statunitense.

## Filmografia

### Sceneggiatore
- The Oubliette, regia di Charles Giblyn – cortometraggio (1914)
- The Higher Law, regia di Charles Giblyn – cortometraggio – storia (1914)
- Monsieur Bluebeard, regia di Charles Giblyn – cortometraggio (1914)
- Ninety Black Boxes, regia di Charles Giblyn – cortometraggio (1914)
- The Quality of Mercy, regia di Lionel Belmore – cortometraggio (1915)
- Snobs, regia di Oscar Apfel (1915)
- An Enemy to Society, regia di Edgar Jones (1915)
- Graft, regia di George Lessey e Richard Stanton (1915)
- The Social Pirates, regia di James W. Horne – serial cinematografico (1916)
- The Little Monte Carlo, regia di James W. Horne – cortometraggio (1916)
- The Corsican Sisters, regia di James W. Horne (1916)
- The Parasite, regia di James W. Horne – cortometraggio (1916)
- The War of Wits, regia di James W. Horne – cortometraggio (1916)
- The Millionaire Plunger, regia di James W. Horne – cortometraggio (1916)
- The Master Swindlers, regia di James W. Horne – cortometraggio (1916)
- The Rogue's Nemesis, regia di James W. Horne – cortometraggio (1916)
- Sauce for the Gander, regia di James W. Horne – cortometraggio
- The Missing Millionaire, regia di James W. Horne – cortometraggio (1916)
- Unmasking a Rascal, regia di James W. Horne – cortometraggio (1916)
- Black Magic, regia di James W. Horne – cortometraggio (1916)
- The International Spy, regia di George Bronson Howard – cortometraggio (1917)
- God's Man, regia di George Irving (1917)
- Come Through, regia di Jack Conway (1917)
- The Double-Topped Trunk, regia di Allen J. Holubar – cortometraggio (1917)
- The Spy, regia di Richard Stanton (1917)
- The Master Spy, regia di Jack Wells – cortometraggio (1917)
- Queen of the Sea, regia di John G. Adolfi (1918)
- Sheltered Daughters, regia di Edward Dillon (1921)
- The Further Adventures of Yorke Norroy, regia di Edward Dillon – cortometraggio (1921)
- Don't Shoot, regia di Jack Conway (1922)
- Around the World in Eighteen Days, regia di B. Reeves Eason, Robert F. Hill (1923)
- Under Secret Orders, regia di Duke Worne (1923)
- Borrowed Finery, regia di Oscar Apfel (1925)
- The Man from Headquarters, regia di Duke Worne (1928)
- The Devil's Chaplain, regia di Duke Worne (1929)

### Regista
- Perils of the Secret Service, co-regia di Hal Mohr e Jack Wells – serial (1917)
- The Last Cigarette (1917)
- The Clash of Steel (1917)
- The Dreaded Tube (1917)
- The Crimson Blade (1917)
- The Man in the Trunk (1917)
- The Signet Ring (1917)
- The International Spy (1917)